# Északi elefántfóka
Az északi elefántfóka (Mirounga angustirostris) a fókafélék (Phocidae) közé tartozó elefántfókák egyik faja. A többi fókához hasonlóan tengeri emlős; mellső végtagjai uszonyokká alakultak, a hátsók pedig elkorcsosultak. Halakkal táplálkozik. Nevét rövidke, de a déli elefántfókáénál azért valamivel hosszabb ormányáról kapta.

## Nevének eredete
A Mirounga nemzetségnév az ausztráliai őslakosok nyelvéből ered. Az angustirostris jelentése „keskeny csőrű”: arra utal, hogy az északi elefántfóka ormánya déli rokonáénál keskenyebb.

## Megjelenése
Csak a hím elefántfókáknak van ormánya: ez erősíti fel kihívó bömbölésüket a párzási időszakban. Testük a többi fókafajéhoz hasonlóan a vízi életmódhoz alkalmazkodott. Jellemző rájuk a poligínia (többnejűség) és a nemi kétalakúság: a kifejlett bikák 4-5 méter hosszt és 2000-2700 kg tömeget érnek el; a nőstények hossza 2–3 m, tömege 600–900 kg lehet. Az újszülött borjak mintegy 47 kg-osak.
Szőrzete ritkás és durva. Az újszülött borjak feketék, de már 3–4 hetes korukban ezüstszürkévé válnak. Végleges, barnás színezetük 3–4 hónapos korukra alakul ki. A hímek sötétebbek, mint a nőstények, és az állatok háta is sötétebb színű hasuknál.

## Elterjedése
A Csendes-óceán északi részén élnek. A szárazföldre csak szaporodni járnak ki; ilyenkor hatalmas fókatelepeken gyűlnek össze, főleg a Kalifornia és Mexikó partjai mentén található szigeteken. Legnagyobb közösségük a mexikói Guadalupe szigeten él. A szaporodási időszakon kívül több ezer kilométeres távolságra is elvándorolnak. Északi elefántfókákat láttak már a Hawaii- és az Aleut-szigetek, illetve Japán térségében is.
Jól megközelíthető, egész évben zsúfolt elefántfóka telepek találhatók Kaliforniában, az 1-es főút mentén San Simeon térségében. San Simeontól északra Piedras Blancas-nál közvetlenül a főút mellett több száz egyedet (elsősorban nőstényeket és kicsinyeket) tekinthetünk meg testközelből.
A kaliforniai San Miguel-szigeten vizsgálták vándorlási szokásaikat. A hímek december végén, a nőstények egy-két héttel később érkeznek a telepre, ahonnan a fajfenntartás után március végén, április elején távoznak. Év közben a hímek 4000, a nőstények 2000 km-re is elkóborolnak. A nőstények június elején, a hímek júliusban visszatérnek a telepre vedeni. Második vándorútjukra a nőstények augusztus elején, a hímek szeptember végén indulnak el. Egy hím elefántfóka egy év alatt húszezer kilométert is megtehet; ennél az emlősök között csak a szürke bálnák vándorolnak többet.

## Életmódja

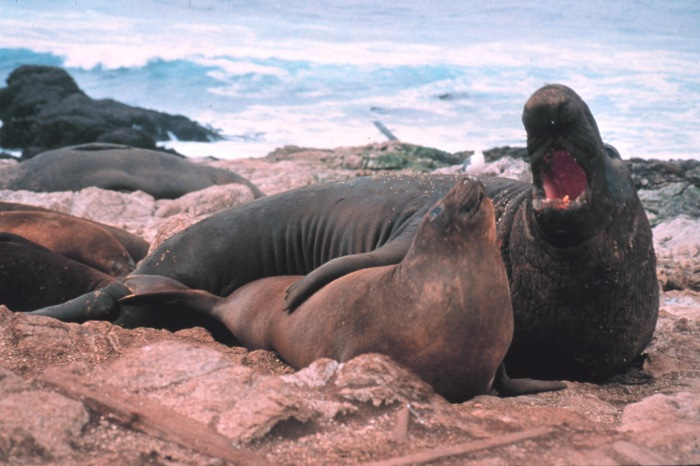
Északi elefántfóka bika és tehén

Kitűnő búvár; a bikák jobban merülnek a teheneknél (a déli elefántfókáknál ez fordítva van). Egy hím fóka, amelyre elektronikus mérőműszert szereltek, 1735 m mélyre merült; a hímek akár 120 percig is a víz alatt maradhatnak. A nőstények kevesebbet bírnak: általában 400–600 méterre mennek le, és 15–70 percig maradnak a víz alatt.
Ugyancsak a San Miguel-szigeten gyomormosással tanulmányozták táplálkozását – ez kellemetlen ugyan, de még mindig kevésbé, mint a boncolás. A fókák gyomortartalmában tizenháromféle tintahal és kétféle polip, valamint különböző halak, köztük kisebb cápák maradványait találták meg. A szaporodás és a vedlés időszakaiban hónapokig nem esznek semmit.
A nőstények az egész éves (több, mint 11 hónapos) vemhesség után érkeznek szaporodni a fókatelepre. Átlag hat nap múlva hozzák világra borjukat, amit négy hétig szoptatnak. Azok az anyák, amelyek kicsinye elpusztult 	 
, hajlandóak egy másikat is szoptatni; ezek azután egészen léggömbszerűre dagadnak. A szoptatás után még több mint egy hónapba telik, amíg a kölykök megtanulnak úszni és halat fogni. Mivel az anyjuk már nem eteti őket, ezalatt testsúlyuknak akár kétharmadát is elveszíthetik. Az elválasztás után a nőstény kész a párosodásra, ami után visszatér a tengerbe.	 
Az északi elefántfókák nőstényei már kétéves korukban ivarérettek, de általában csak négyévesen kezdenek szaporodni. A hímek 6–7 évesen válnak ivaréretté, de csak 9–10 évesen jutnak nőstényhez. Küzdelmeik kevésbé hevesek, mint déli rokonaiké: fejüket magasra emelik, ormányukat felfújják, és erős, kattogó hangot bocsátanak ki. Ez a nemes vetélkedés csak ritkán torkollik komolyabb verekedésbe, de a nőstények is sokat marják egymást.	 
Az elefántfókák évente egyszer vedlenek: ilyenkor bőrük felső rétege szőrzetükkel együtt lehámlik. Ebben az időszakban kénytelenek hosszú hetekig a szárazföldön tartózkodni. Mélyedéseket ásnak a vizenyős talajba, és azokba fekszenek; az üregeket hamarosan sár, vizelet és ürülék keveréke tölti ki.

## Ellenségeik

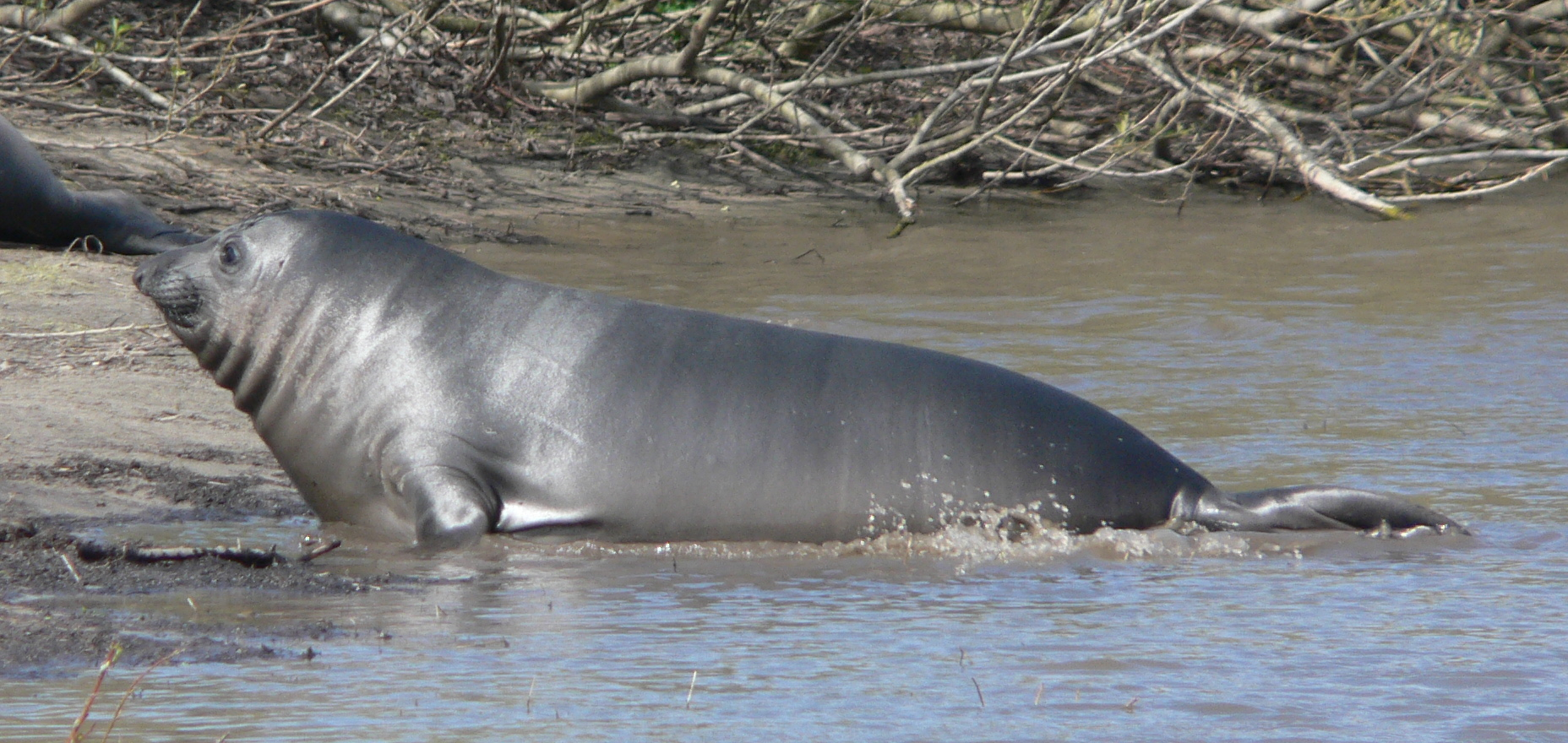
Északi elefántfóka tehén

A ragadozókkal nem sok baja van, bár a kardszárnyú delfinek és a fehér cápák néha széttépnek egyet-egyet közülük. Annál többet szenvednek az élősködőktől.	 
Az északi elefántfókákat az indiánok ősidők óta vadászták; kereskedelmi célú vadászatuk 1818-ban kezdődött. Bőrük nem volt értékes, de bőséges zsírjuk igen; ötven év alatt csaknem teljesen ki is irtották őket. Az 1880-as években néhány „tudós” nyolc elefántfókára bukkant, és mivel azt gondolták, hogy ezek a faj utolsó képviselői, egy kivétellel lelőtték őket, mert sok pénzt reméltek a kihaltnak vélt állat bőréért, csontvázáért a gyűjtőktől. Szerencsére nem ezek voltak a faj utolsó példányai, és a megmaradt elefántfókákat a 20. század elején Mexikóban és az Amerikai Egyesült Államokban is védelem alá helyezték. Napjainkra számuk túllépte a százezret.